# Расулов, Гусейн Авяз оглы
Гусейн Авяз оглы Расулов (азерб. Hüseyn Əvəz oğlu Rəsulov; 21 февраля 1929, Мюскюрлы, Геокчайский уезд — ?) — советский азербайджанский строитель, Герой Социалистического Труда (1977). Заслуженный строитель Азербайджанской ССР.

## Биография
Родился 21 февраля 1929 года в селе Мюскюрлы Геокчайского уезда Азербайджанской ССР (ныне село в Геокчайском районе).
С 1949 года — штукатур, с 1975 года — бригадир комплексной бригады строительного управления № 46 треста № 4 Министерства промышленного строительства Азербайджанской ССР.
Гусейн Расулов за короткое время получил славу опытного строителя, применяющего передовую практику на работе и действующего по принципу высокопроизводительного, но одновременно и высококачественного труда. В 1970 году Расулов одним из первых в республике решил применять метод бригадного подряда Героя Социалистического Труда Николая Злобина. На счету строителя — асбесто-шиферный комбинат, железнодорожный вокзал, завод ремонта строительных машин, комбинат жилищного строительства № 3, жилые постройки. Бригада Расулова справлялась с любыми трудностями и с легкостью осваивала новые профессии. Например, при строительстве завода бытовых кондиционеров коллектив бригады самостоятельно выкладывал мозаику из плитки на стенах цехов. Но наиболее Расулов и его бригада отличились при строительстве Ново-Бакинского нефтеперерабатывающего завода имени Владимира Ильича: тут коллектив участвовал при строительстве коксовых установок и установки первичной переработки нефти ЭЛОУ-АВТ.
Указом Президиума Верховного Совета СССР от 21 июля 1977 года за выдающиеся успехи, достигнутые при строительстве комплекса по переработке нефти на Новобакинском нефтеперерабатывающем заводе имени Владимира Ильича, Расулову Гусейну Авяз оглы присвоено звание Героя Социалистического Труда с вручением ордена Ленина и золотой медали «Серп и Молот».
Активно участвовал в общественной жизни Азербайджана. Член КПСС с 1955 года. Делегат XXVI съезда КПСС и XXX и XXXI съезда КП Азербайджана. Депутат Верховного Совета Азербайджанской ССР 11-го созыва.